# Río Bravo (Texas)
Río Bravo es una ciudad ubicada en el condado de Webb en el estado estadounidense de Texas. En el Censo de 2010 tenía una población de 4.794 habitantes y una densidad poblacional de 2.779,24 personas por km².

## Geografía
Río Bravo se encuentra ubicada en las coordenadas 27°21′53″N 99°29′4″O / 27.36472, -99.48444. Según la Oficina del Censo de los Estados Unidos, Río Bravo tiene una superficie total de 1.72 km², de la cual 1.68 km² corresponden a tierra firme y (2.4%) 0.04 km² es agua.

## Demografía
Según el censo de 2010, había 4.794 personas residiendo en Río Bravo. La densidad de población era de 2.779,24 hab./km². De los 4.794 habitantes, Río Bravo estaba compuesto por el 94.53% blancos, el 0.1% eran afroamericanos, el 0.27% eran amerindios, el 0.08% eran asiáticos, el 0% eran isleños del Pacífico, el 4.19% eran de otras razas y el 0.81% pertenecían a dos o más razas. Del total de la población el 98.89% eran hispanos o latinos de cualquier raza.